# Juan Pedro Aladro y Kastriota
Juan Pedro Aladro y Castriota y Pérez y Velasco (Jerez de la Frontera, 8 de mayo de 1845-París, 17 de febrero de 1914), fue un diplomático español. Ocupó diversos cargos en las embajadas de Viena, París (1869), Bruselas (1870) y La Haya (1872) y Bucarest. Descendiente por línea materna del héroe de la independencia albanesa Jorge Kastriota Skanderbeg. Defendió la liberación Albania de los otomanos.

## Biografía
Hijo natural del bodeguero jerezano Juan Pedro Domecq Lembeye e Isabel Aladro de Pérez, perteneciente a una destacada familia gaditana, y que lo crio como su hermano.
Tres años antes de morir su padre, lo reconoció, declarándolo heredero universal de su fortuna, lo que suponía en aquel momento el 50% de las Bodegas Pedro Domecq, quedando el otro 50% en manos de su primo Pedro Domecq Loustau. Realizó sus primeros estudios en el Instituto Provincial de su ciudad natal, donde ingresó en 1856, y obtuvo el título de bachiller en 1862.
Posteriormente se trasladó a Sevilla para estudiar Derecho, y más tarde a Madrid al obtener plaza en el Ministerio de Estado, iniciando así una destacada carrera diplomática que le llevará por diferentes embajadas. Fue aspirante al trono albanés por descender, por línea materna, de la princesa Kastriota, heredera del héroe albanés, Jorge Kastriota Skanderbeg.
Estaba casado con Juana Renesse y Maelcamp, condesa de Renesse (nacida el 1 de agosto de 1861 y fallecida en San Sebastián el 3 de marzo de 1920). Su verdadero nombre era Jeanne Louise Sophie Ghislaine von Renesse, habiendo estado casada anteriormente con el Willem Jan Verbrugge (1855-1885). La boda con Juan Pedro Aladro se celebró en La Teste en 1912.
Poseedor de numerosas condecoraciones, como la gran cruz de la Orden de Isabel la Católica, fue además comendador de número de la Orden de Carlos III y caballero de la Orden del Santo Sepulcro de Jerusalén, entre otras.

## Distinciones

### Órdenes
- Gran cruz de la Orden de Isabel la Católica ( España).
- Gran cruz de la Orden de la Estrella de Rumania ( Rumania).
- Gran cruz de la Orden de San Alejandro ( Bulgaria).
- Comendador de número de la Orden de Carlos III ( España).
- Caballero de la Orden del Santo Sepulcro de Jerusalén ( Ciudad del Vaticano).